# Gyula Káldy
Gyula Káldy (Budapest, 1838 - 1901) fou un compositor hongarès del Romanticisme.
Va fer els estudis professionals en els Conservatoris de Budapest i Viena. S'assenyalà com a director d'orquestra i masses corals.
També fou un distingit compositor, produint diverses òperes, entre elles Zuaven zu Hause (1869), cors, lieder, etc.
Profund coneixedor de la músic antiga hongaresa, col·leccionà nombroses cançons populars, que publicà en text i acompanyament de piano.